# 園田孝吉

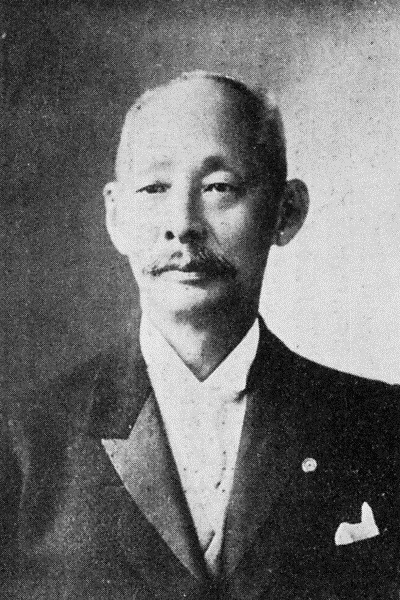
園田孝吉

園田 孝吉（そのだ こうきち、弘化5年1月19日（1848年2月23日） - 大正12年（1923年）9月1日）は、日本の外交官、実業家。男爵。

## 略歴
1848年、薩摩藩士・宮内健吉の長男として大隅国太良村（現・鹿児島県伊佐市）に生まれる。藩内のお家騒動により父親が処罰を受けたため、同藩士・園田沢右衛門の養子となる。鹿児島の洋学校「開成所」で、有島武らとともに英学を学ぶ。維新後は大学南校に学んだ後、1871年10月に外務省に出仕。翌1874年から約15年もの間、外交官としてイギリスに派遣された。1879年には一旦帰国し、卿補付書記心得として井上馨外務大臣の秘書となり、井上の紹介で富永銈子と結婚。1880年12月にはロンドン総領事をつとめた（このときの駐英大使は森有礼）。
1889年11月に帰朝し、翌1890年3月、松方正義の推薦により横浜正金銀行頭取をつとめた。1897年4月、病により同頭取を辞任。1899年には十五銀行頭取、帝国倉庫運輸株式会社社長などを務める。1915年、持病悪化により職を辞して、神奈川県中郡吾妻村（現・二宮町）中里の別荘に隠退した。その後も東京倶楽部理事や帝国運輸倉庫社長など数多の会社役員として、1918年には実業界発展の功により男爵を授けられた。
1923年9月の関東大震災の際、二宮の別荘で圧死した。享年76。墓所は青山霊園(1イ11-10)。

## その他
自邸は白金三光町（現・白金、白金台）。二宮の別荘跡は、東京帝国大学が取得し、農学部附属農場（吾妻果樹園、後に東大農場二宮果樹園）となった。果樹園は2008年に閉園し、2012年に二宮町が取得した。

## 栄典
- 1893年（明治26年）4月11日 - 従五位[3]
- 1900年（明治33年）6月6日 - 正五位[4]
- 1911年（明治44年）8月24日 - 金杯一組[5]

## 親族
最初の妻・澤子は、孝吉がイギリスに単身赴任中に日本で病死。井上馨の紹介で再婚した富永銈（計伊とも表記。衆議院議員富永發叔の娘、富永鴻の姉）は女子師範学校出の才媛で、ロンドン駐在領事夫人として1882年に孝吉とともに渡英。才色兼備で知られ、山本芳翠による肖像画が郡山市立美術館に所蔵されている。長男・文衛。1884年にロンドンで生まれた二女・峰子は、十代で家族とともに帰国し、20歳で伯爵で大学教授の林博太郎と結婚したが、5年後肺病で亡くなった。三女・米は東洋綿花創業者児玉一造に嫁ぐ。峰子の母・銈は、のちに満鉄総裁となった林の招きで旅した満州朝鮮の記録『満鮮旅行記』を1935年に上梓。孝吉の実妹は、作家・有島武郎の父・有島武の最初の妻。二男武彦が家督を相続し貴族院男爵議員を務めた。